# Neonauclea montana
Neonauclea montana är en måreväxtart som beskrevs av Colin Ernest Ridsdale. Neonauclea montana ingår i släktet Neonauclea och familjen måreväxter. Inga underarter finns listade i Catalogue of Life.